# Rio Crucea (Secu)
O Rio Crucea (Secu) é um rio da Romênia, afluente do Glodul Mare, localizado no distrito de Neamţ.